# Ninja Sex Party
I Ninja Sex Party (NSP) sono un gruppo musicale comedy rock statunitense formatosi nel 2009.
Si tratta di un duo composto dal cantante Dan Avidan e dal tastierista Brian Wecht.
Entrambi i musicisti sono anche attivi dal 2013 in un altro progetto comedy rap chiamato Starbomb e portato avanti insieme a Arin Hanson.

## Storia del gruppo

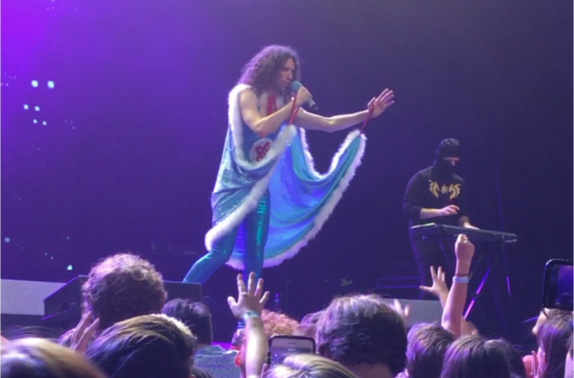
Ninja Sex Party durante il Tour De Force nel 2018

Negli anni precedenti alla formazione di Ninja Sex Party, Avidan aveva già preso parte a due gruppi (The Northen Hues e Skyhill), ma senza mai riuscire a trarne una carriera duratura. Nel 2008, segue un corso di narrativa e improvvisazione teatrale a New York, presso l'Upright Citizens Brigade Theatre, dove inizia a concepire l'idea per un nuovo progetto musicale. Poiché aveva bisogno di un collaboratore, gli viene presentato, tramite delle conoscenze in comune, Brian Wecht, anch'egli frequentante del teatro. Il gruppo viene fondato nel marzo 2009, scegliendo il nome in base alle "tre cose che tutti amano".
Fortemente ispirati dagli allora popolarissimi gruppi comici, in particolare The Lonely Island e Flight of the Conchords, i due crearono due personaggi: "Danny Sexbang, un supereroe di origini ebraiche, idiota e ossessionato dal sesso, e il suo migliore amico-barra-coinquilino, Ninja Brian, un perfetto assassino ninja appassionato di musica elettronica, che formano un gruppo rock con l'intenzione di rimorchiare ragazze, ma senza successo".
A partire dal 2011, fino al 2018, il gruppo ha rilasciato quattro album originali (NSFW, Strawberries and Cream, Attitude City e Cool Patrol) e due cover album (Under the Covers e Under the Covers, Vol. II). Alcuni di questi sono apparsi nella classifica Billboard "Comedy Album".
Il 17 settembre 2018 il gruppo, accompagnato dal gruppo di supporto TWRP (Tupper Ware Remix Party), ha debuttato in televisione, esibendosi dal vivo al late-night talk show Conan con il nuovo singolo "Danny Don't You Know".
Negli anni il gruppo ha partecipato anche a diversi festival del film, come South by Southwest e Dragon Con.

## Formazione
Gruppo
- Dan Avidan – voce (2009-presente)
- Brian Wecth – tastierista, voce secondaria (2009-presente)

Supporto
- Tupper Ware Remix Party – gruppo di supporto e di apertura (2015-presente)
- Arin Hanson – voce addizionale (2011-presente)

## Discografia
- 2011 - NSFW
- 2013 - Strawberries and Cream
- 2015 - Attitude City
- 2016 - Under the Covers
- 2017 - Under the Covers, Vol. II
- 2018 - Cool Patrol
- 2019 - Under the Covers, Vol. III
- 2020 - The Prophecy

## Tournée
- 2017 – Rock Hard Tour[10]
- 2018 – Tour de Force[11]